# Mulchechén
Mulchechén es una población del estado de Yucatán, México, localizada en la ciudad de Kanasín (Reconocida mundialmente como la ciudad del panucho).

## Toponimia
El nombre (Mulchechén) proviene del idioma maya. De las palabras "múul", montón y "cheechem", un árbol nativo (Metopium brownei).

## Sitios de interés
Una hacienda abandonada.

## Demografía
Según el censo de 1980, la población de la localidad era de 325 habitantes, de los cuales 172 eran hombres y 153 eran mujeres. Hoy día, la localidad está conurbada con Kanasín.
| 97                          | 83 | 97 | 150 | 144 | 155 | 107 | 114 | 325 |
| (Fuente: INEGI [Consultar]) |    |    |     |     |     |     |     |     |

## Galería

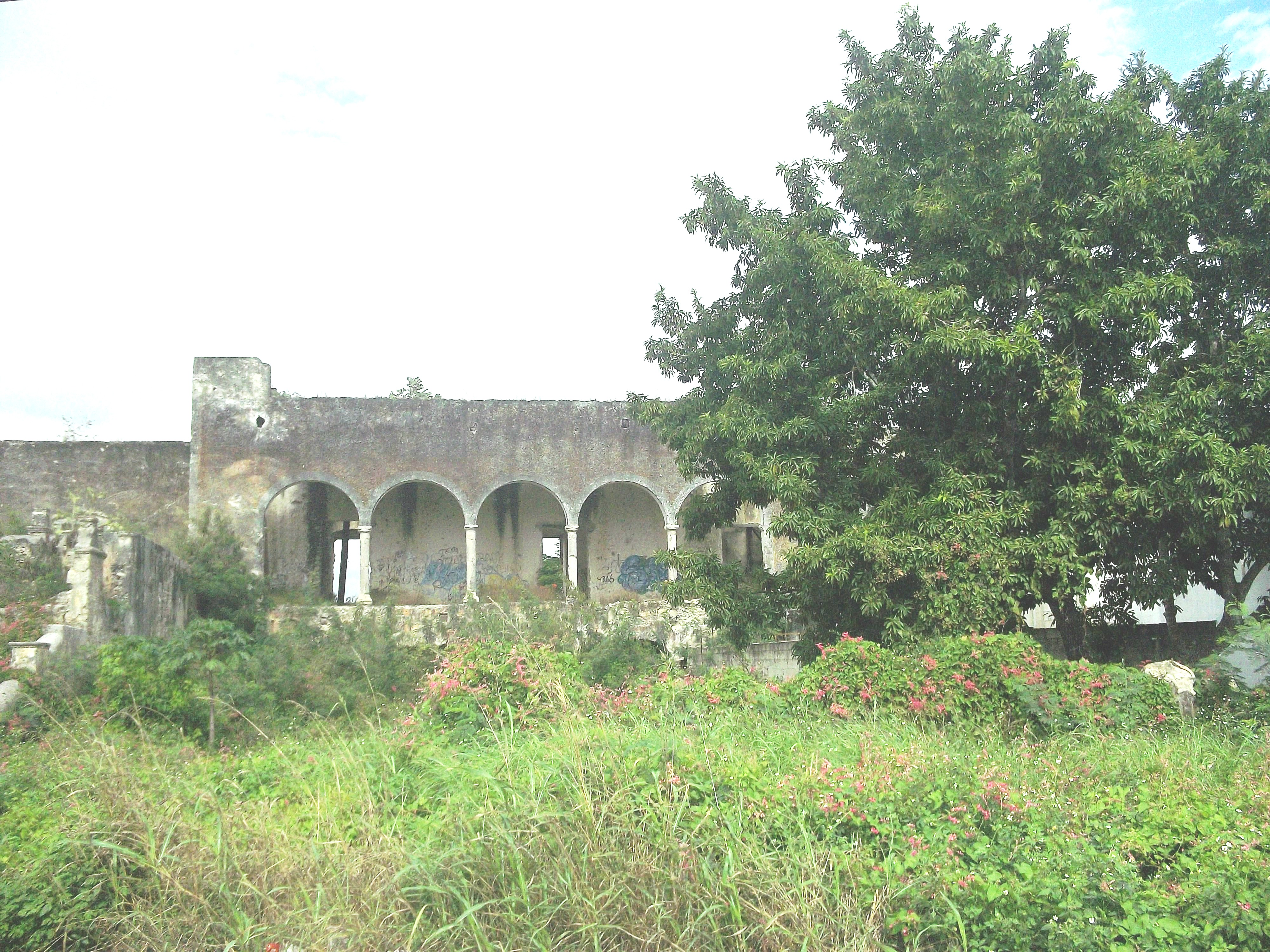
Vista de la hacienda.
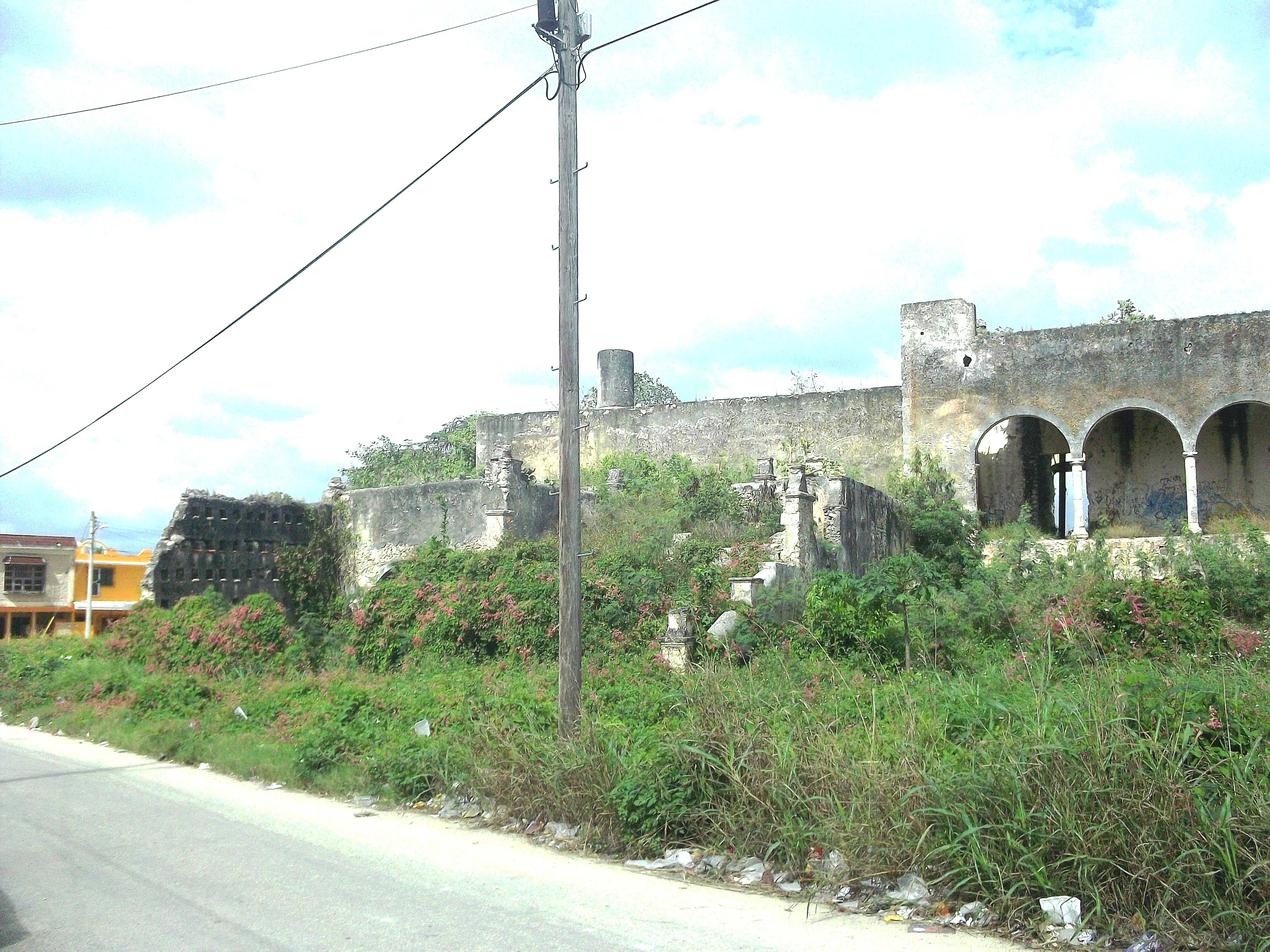
Escalinata.
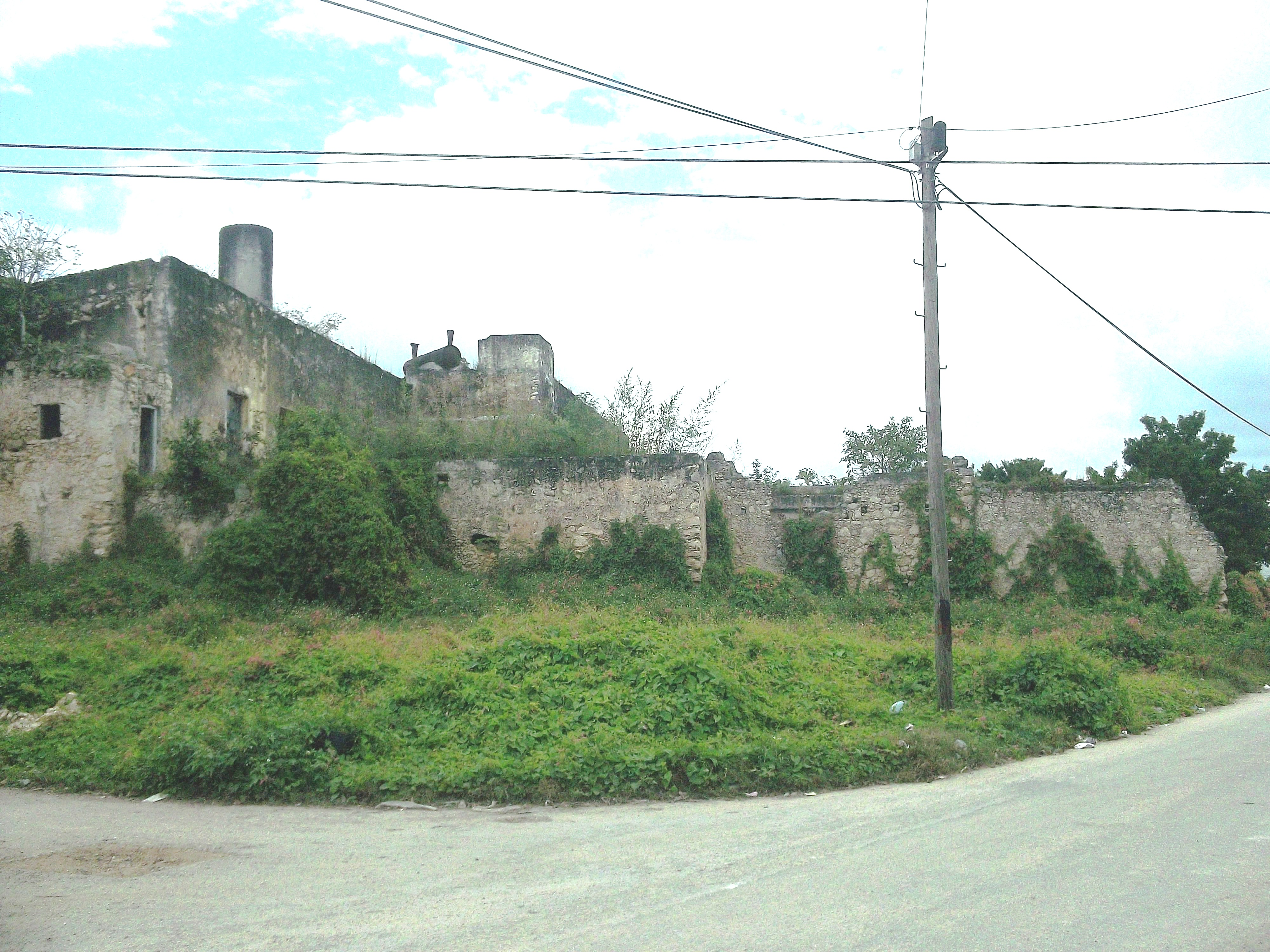
Vista de la hacienda.
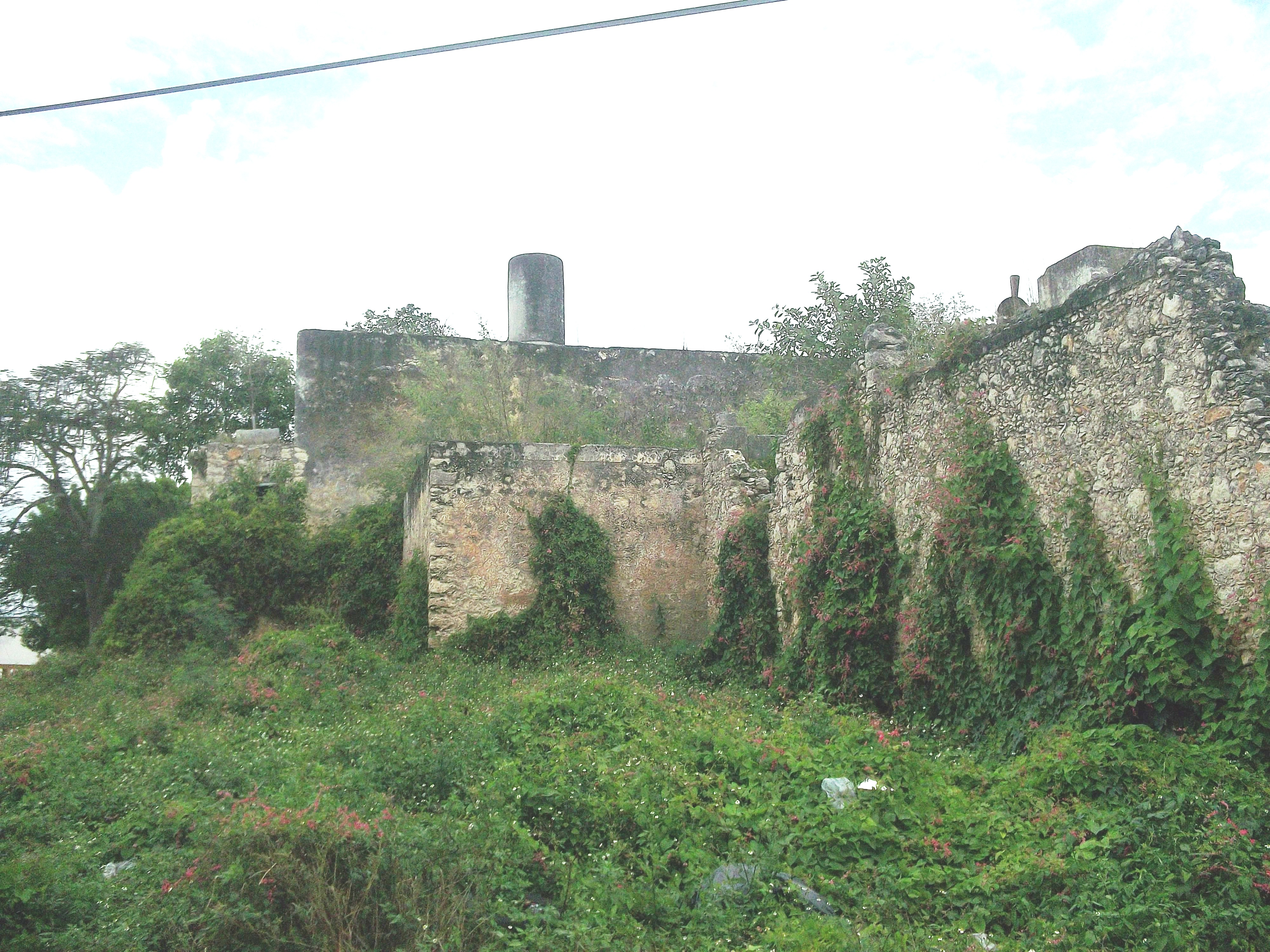
Vista de la hacienda.
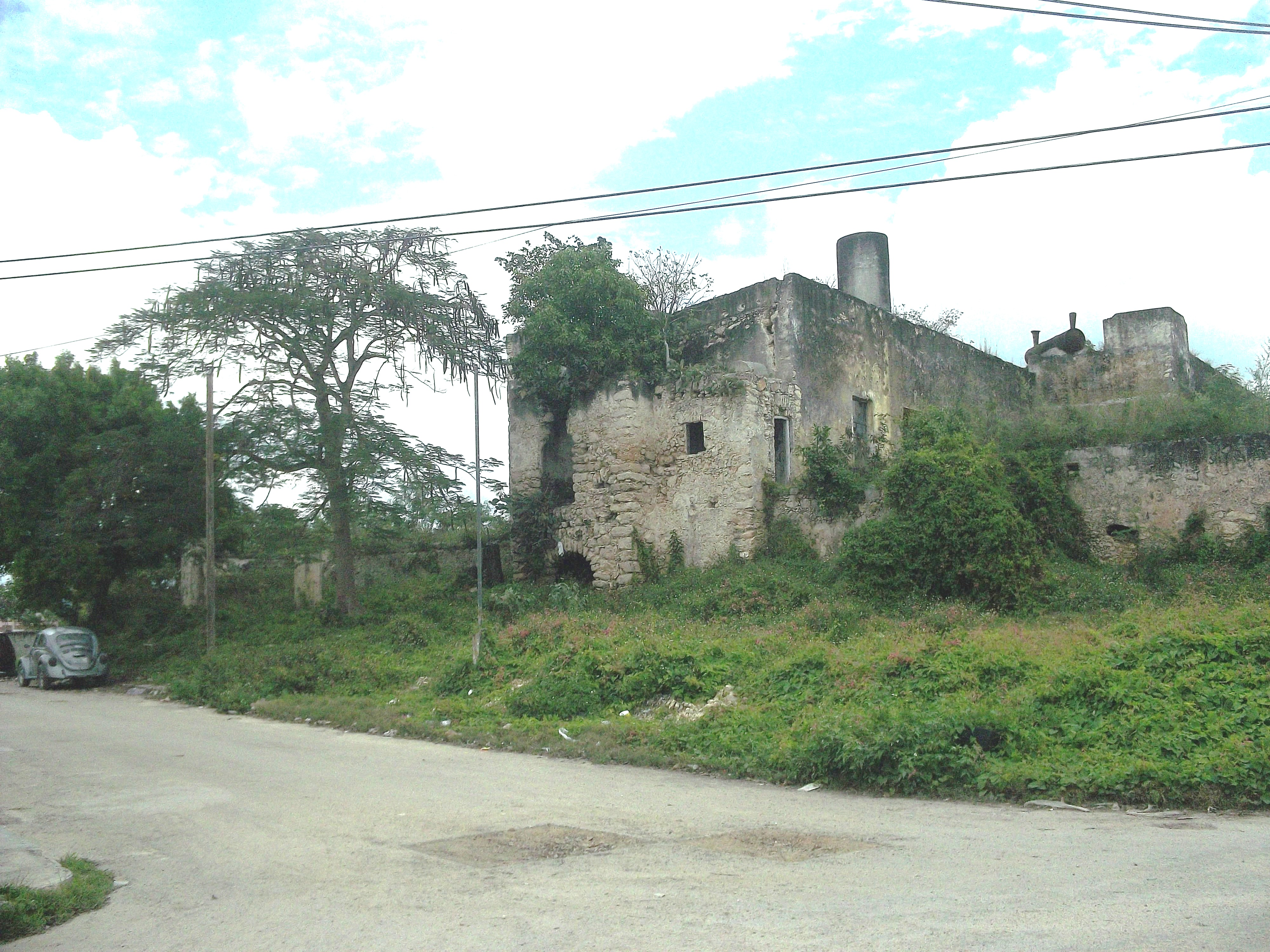
Vista de la hacienda.
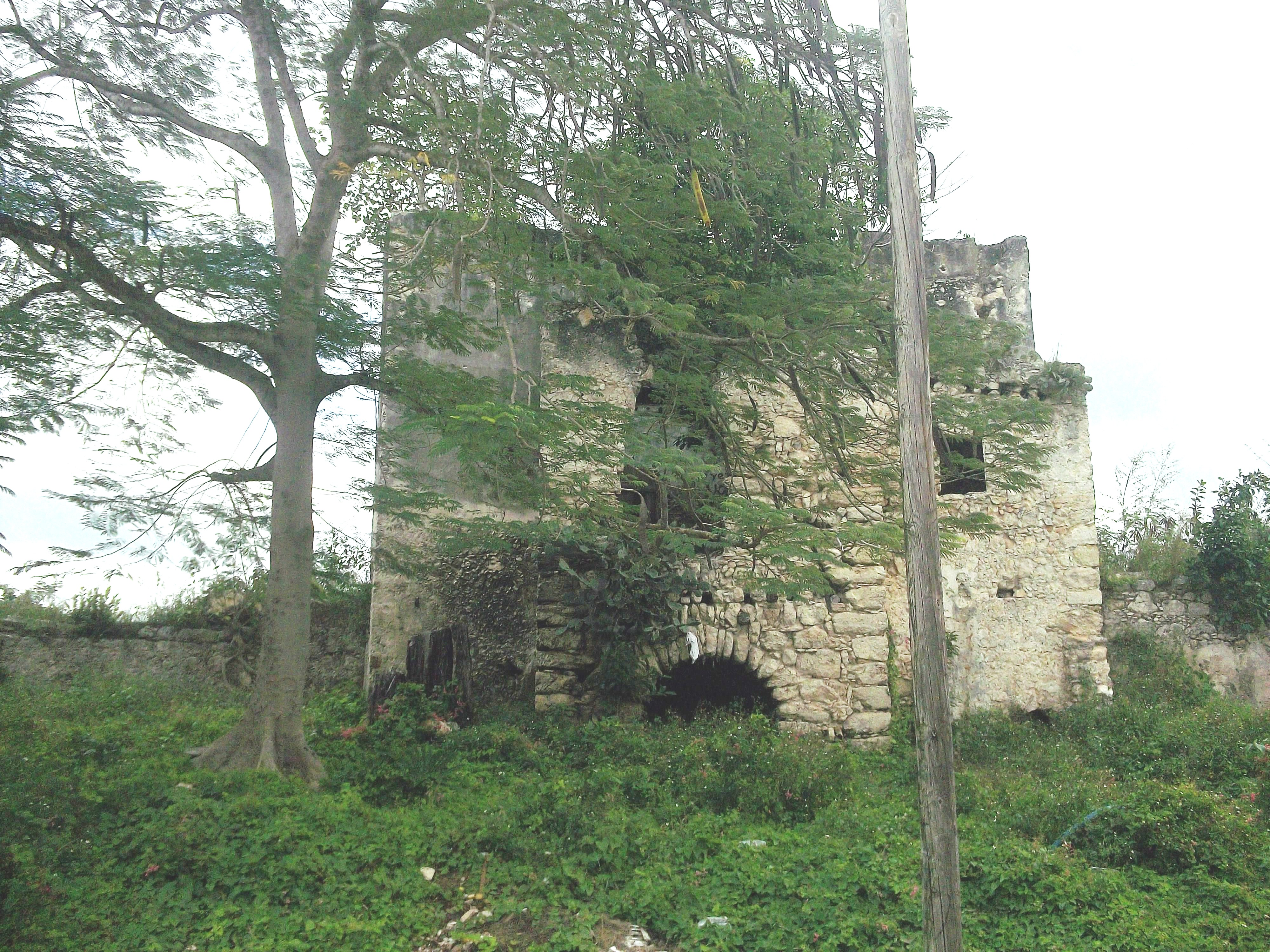
Vista de la hacienda.
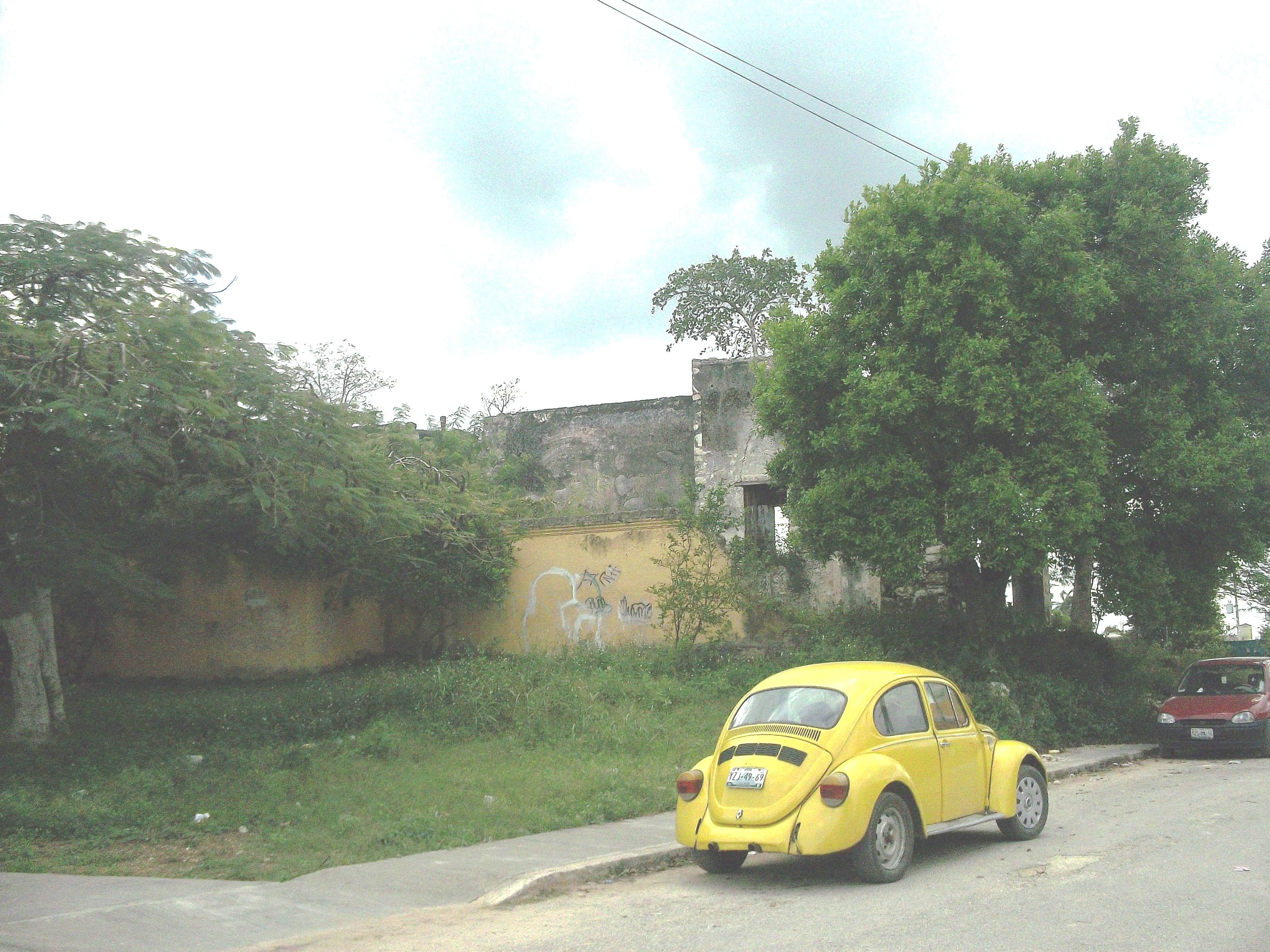
Vista de la hacienda.
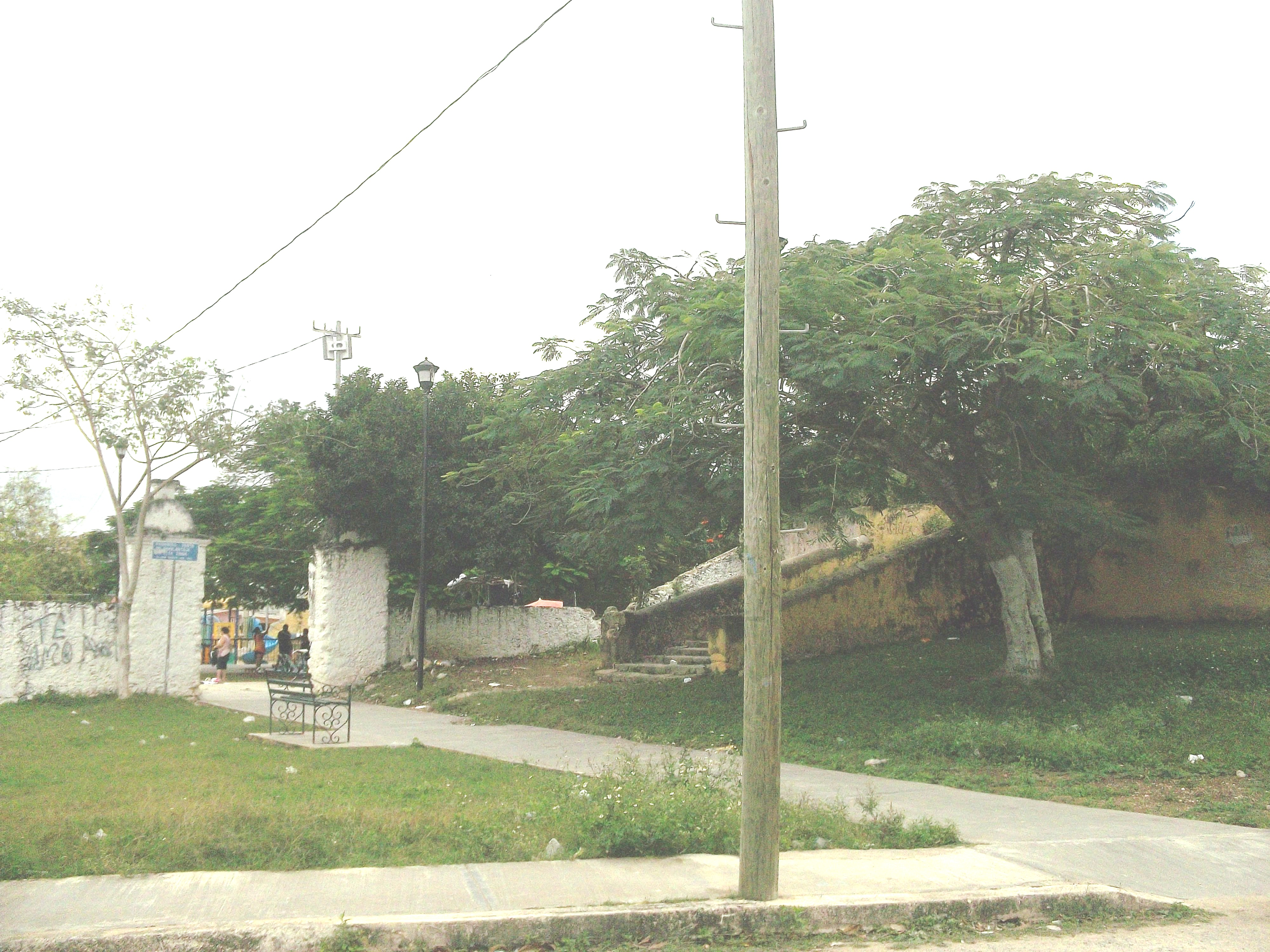
Escalinata.
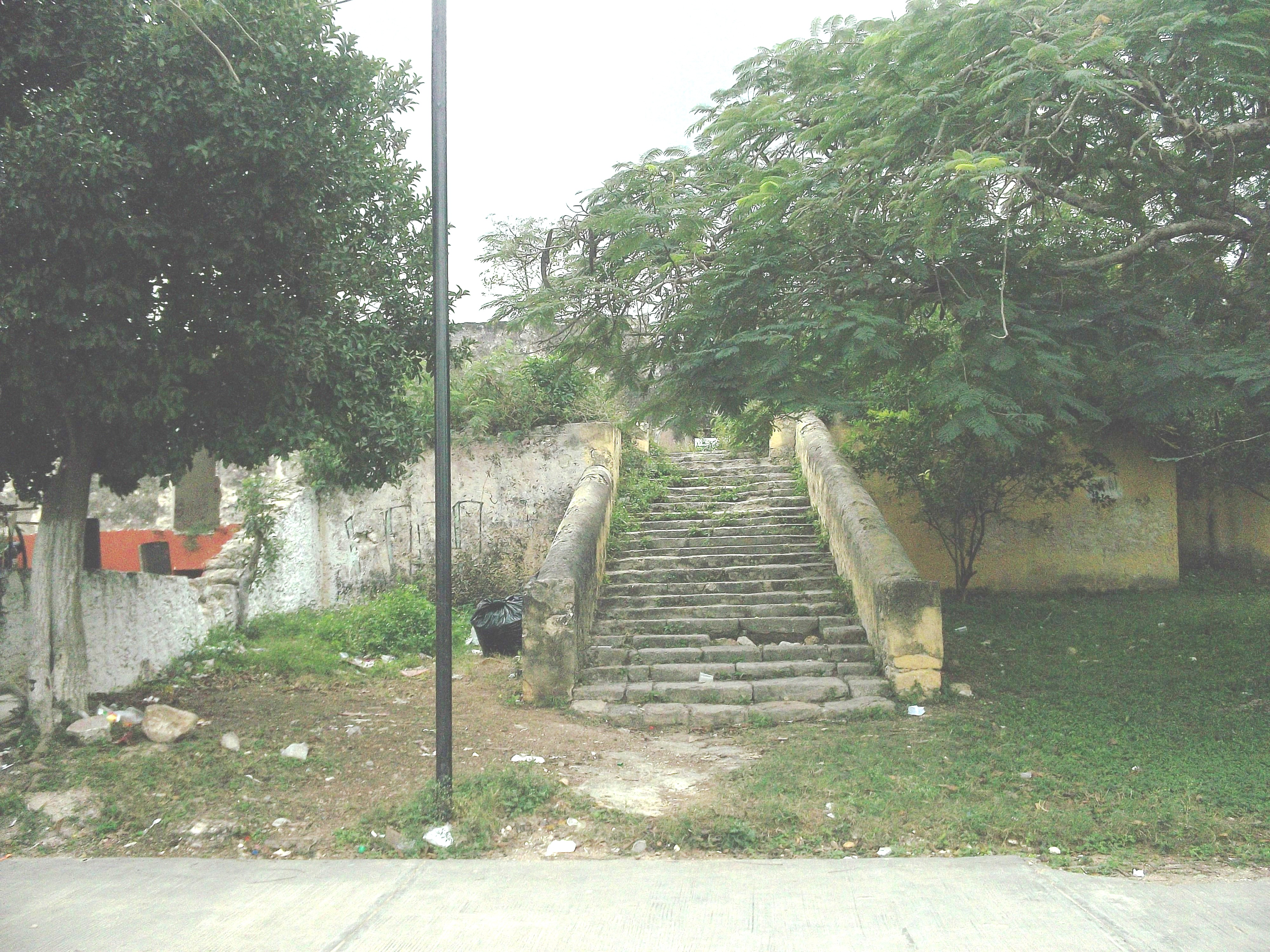
Escalinata.
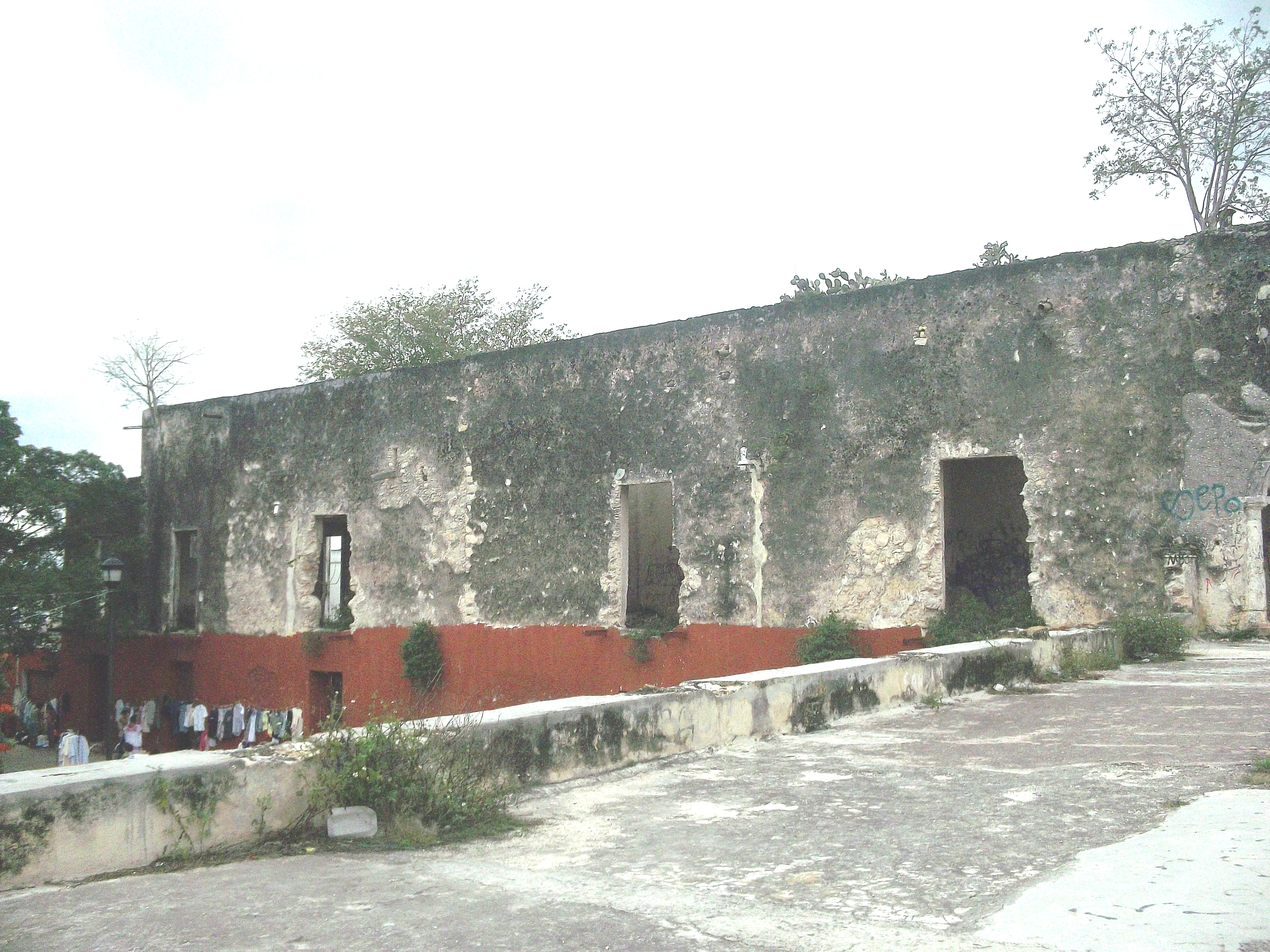
Vista de la hacienda.
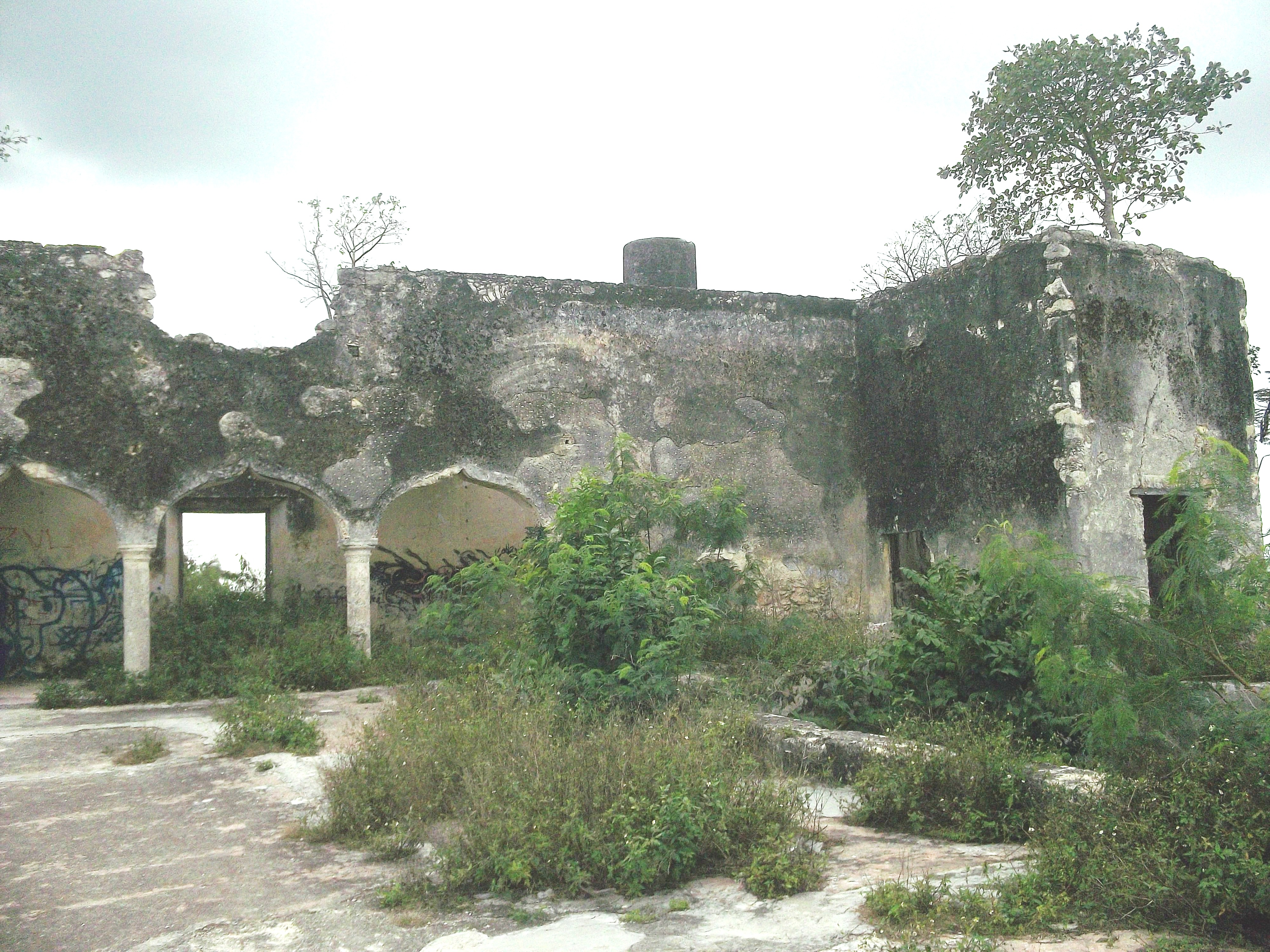
Vista de la hacienda.
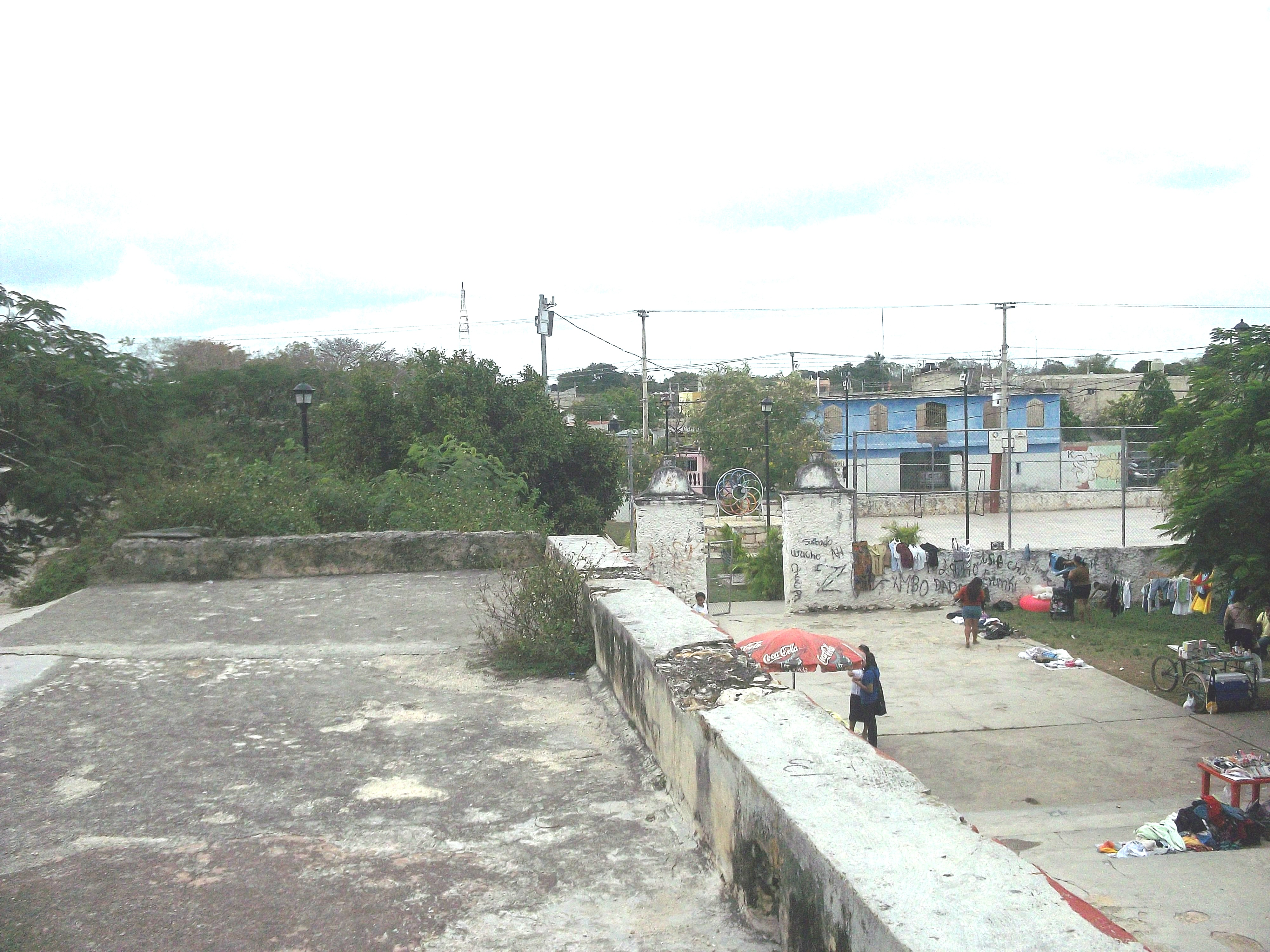
Vista de la hacienda.
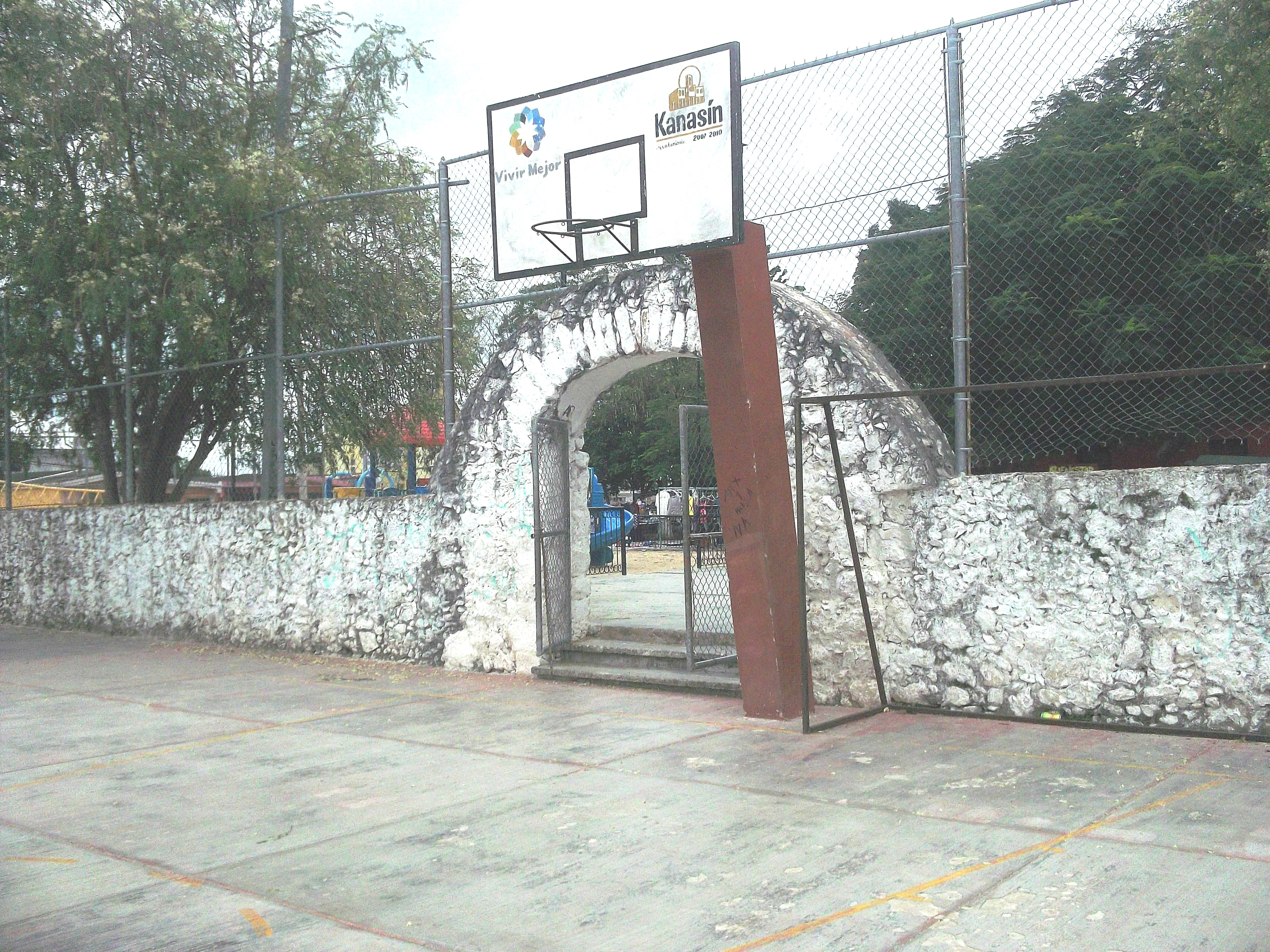
Arco.
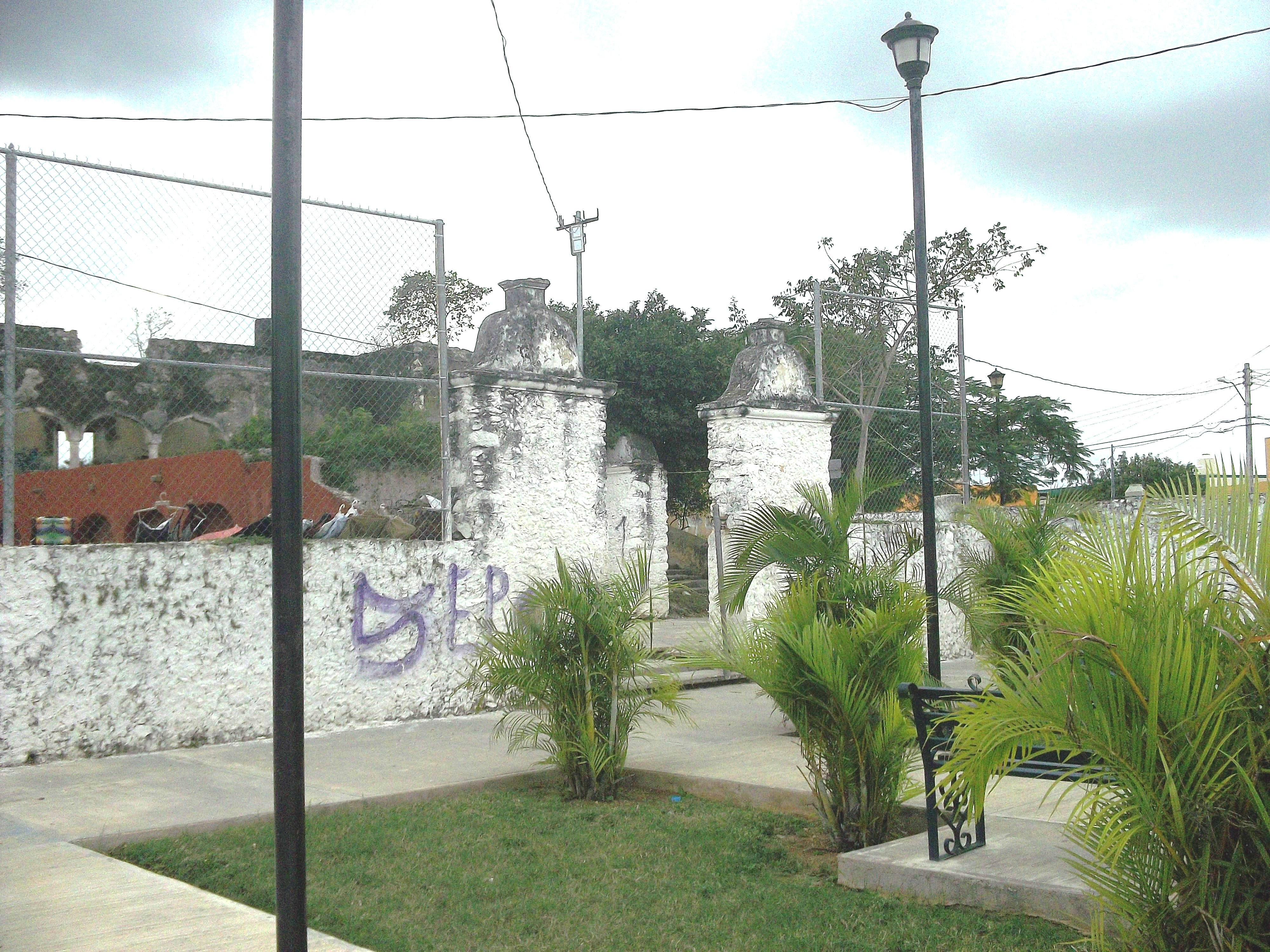
Entrada.
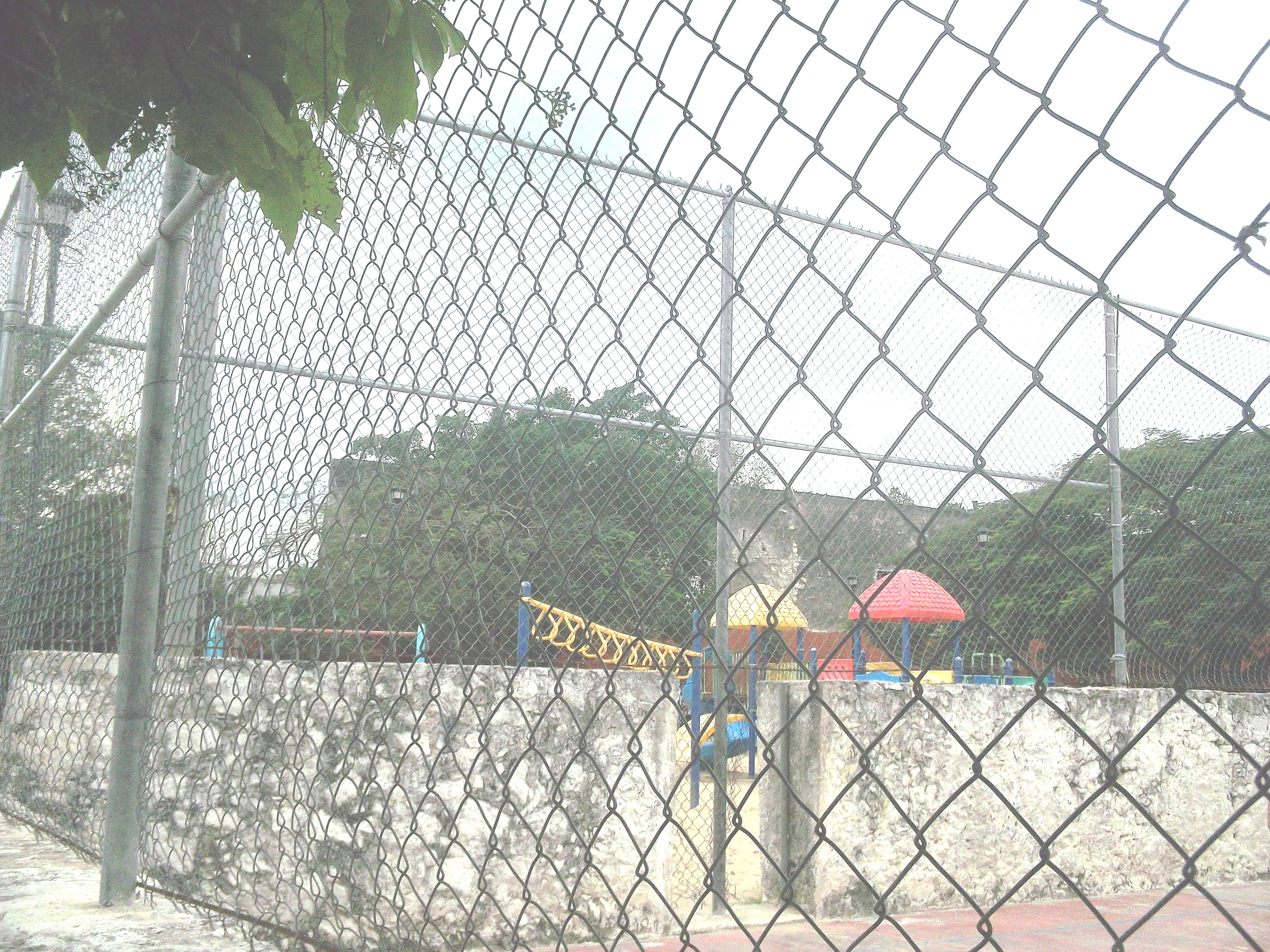
Vista de la hacienda.
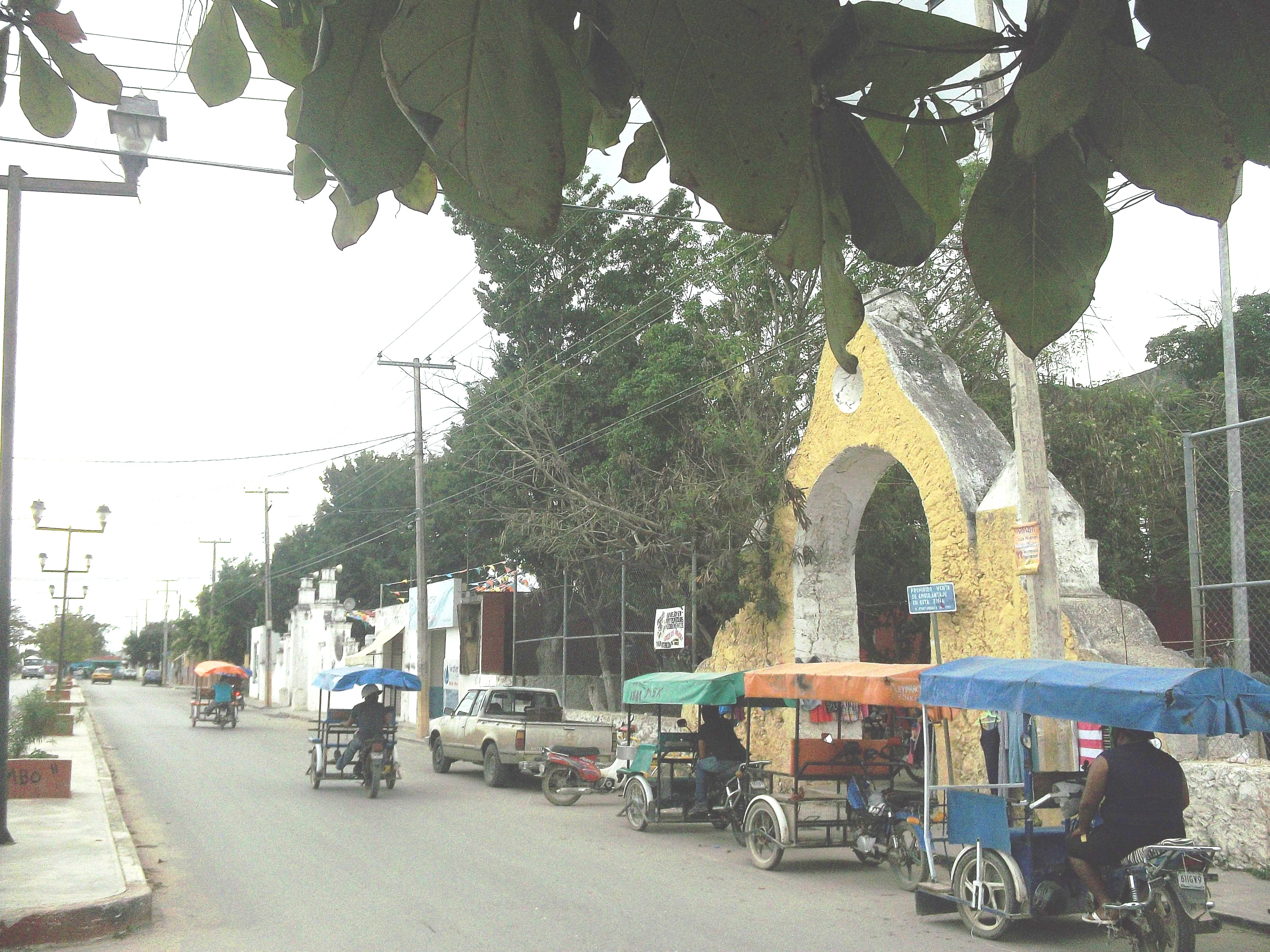
Arco.
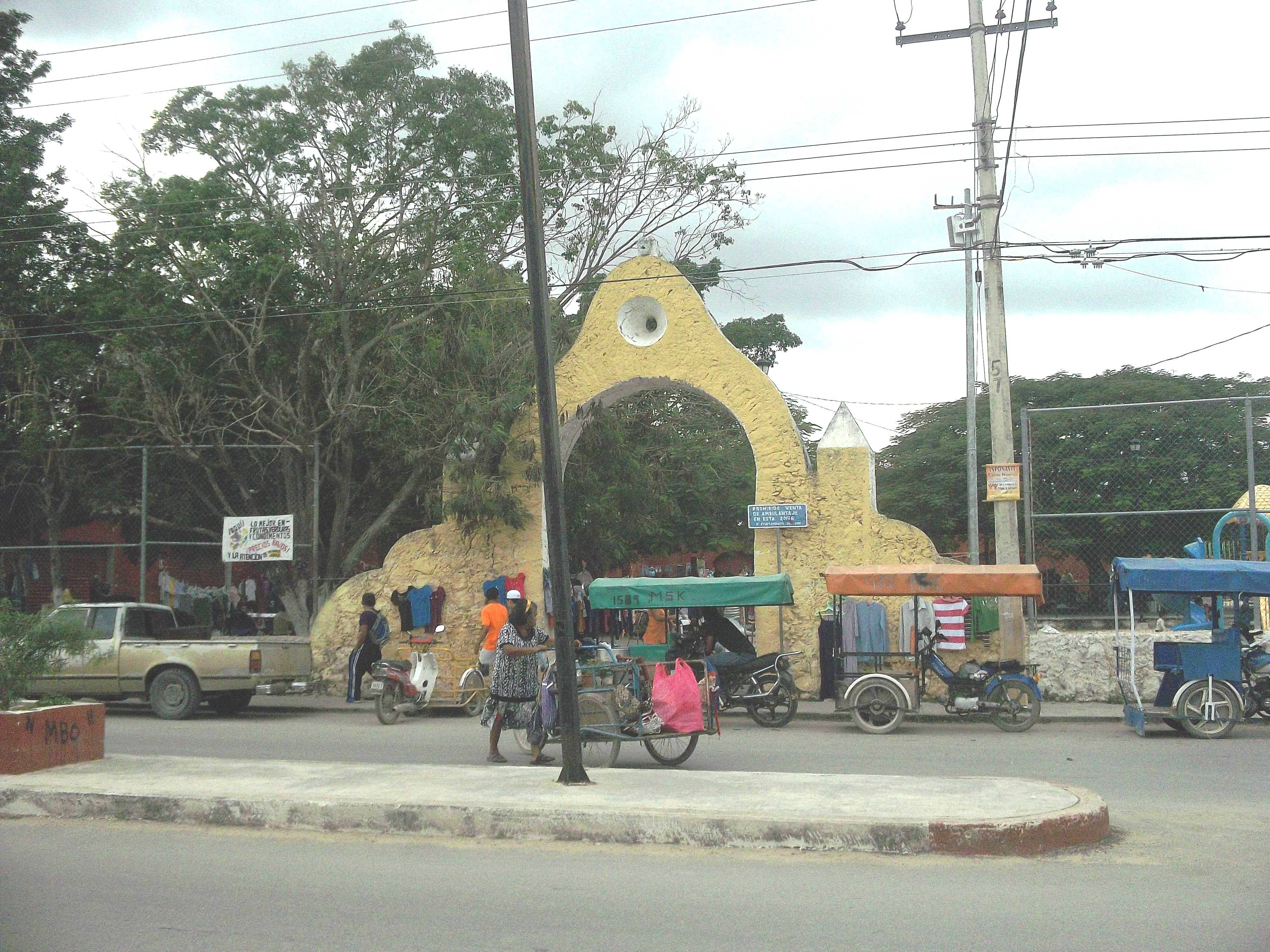
Arco.
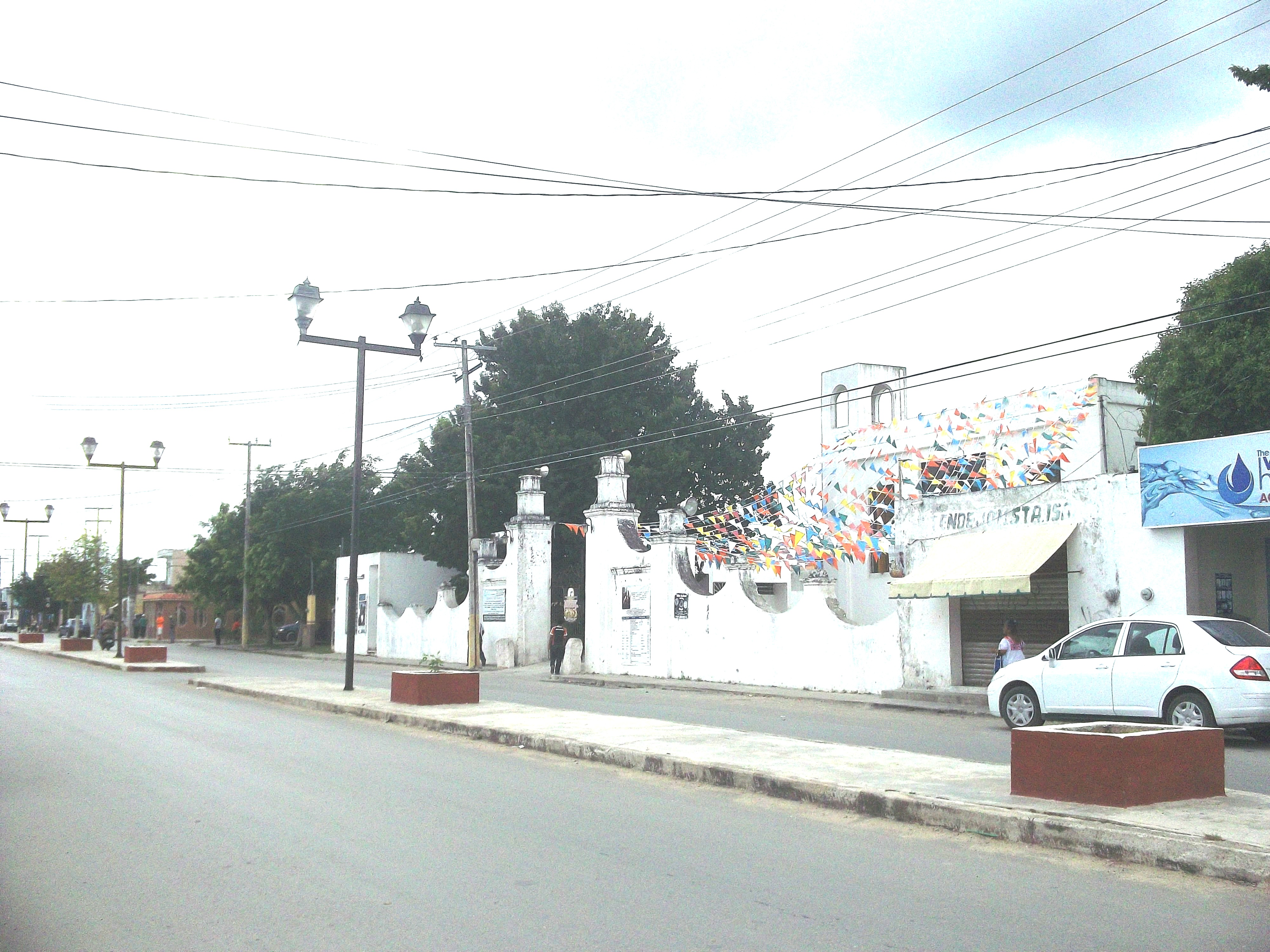
Vista de la hacienda.
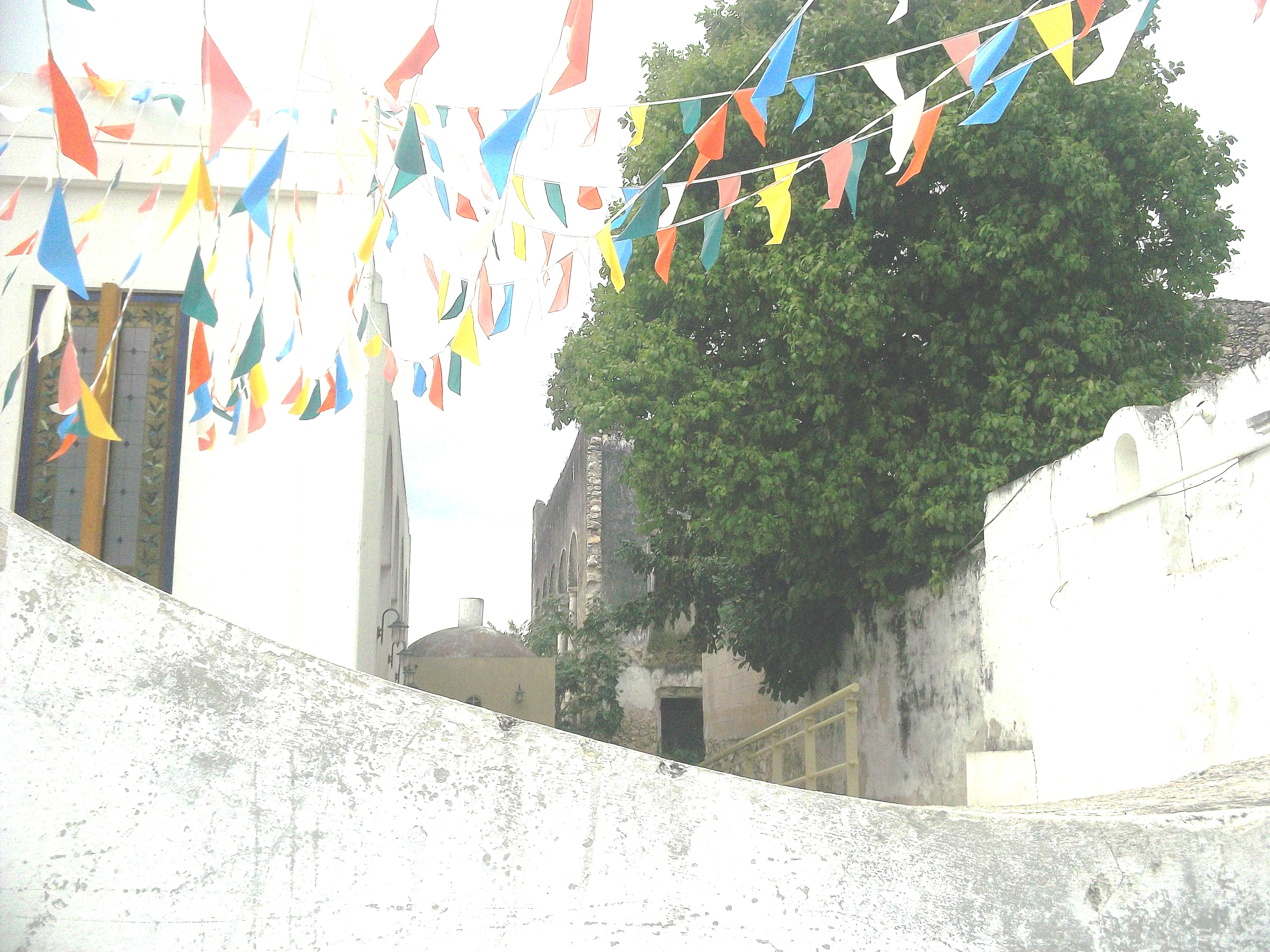
Iglesia.
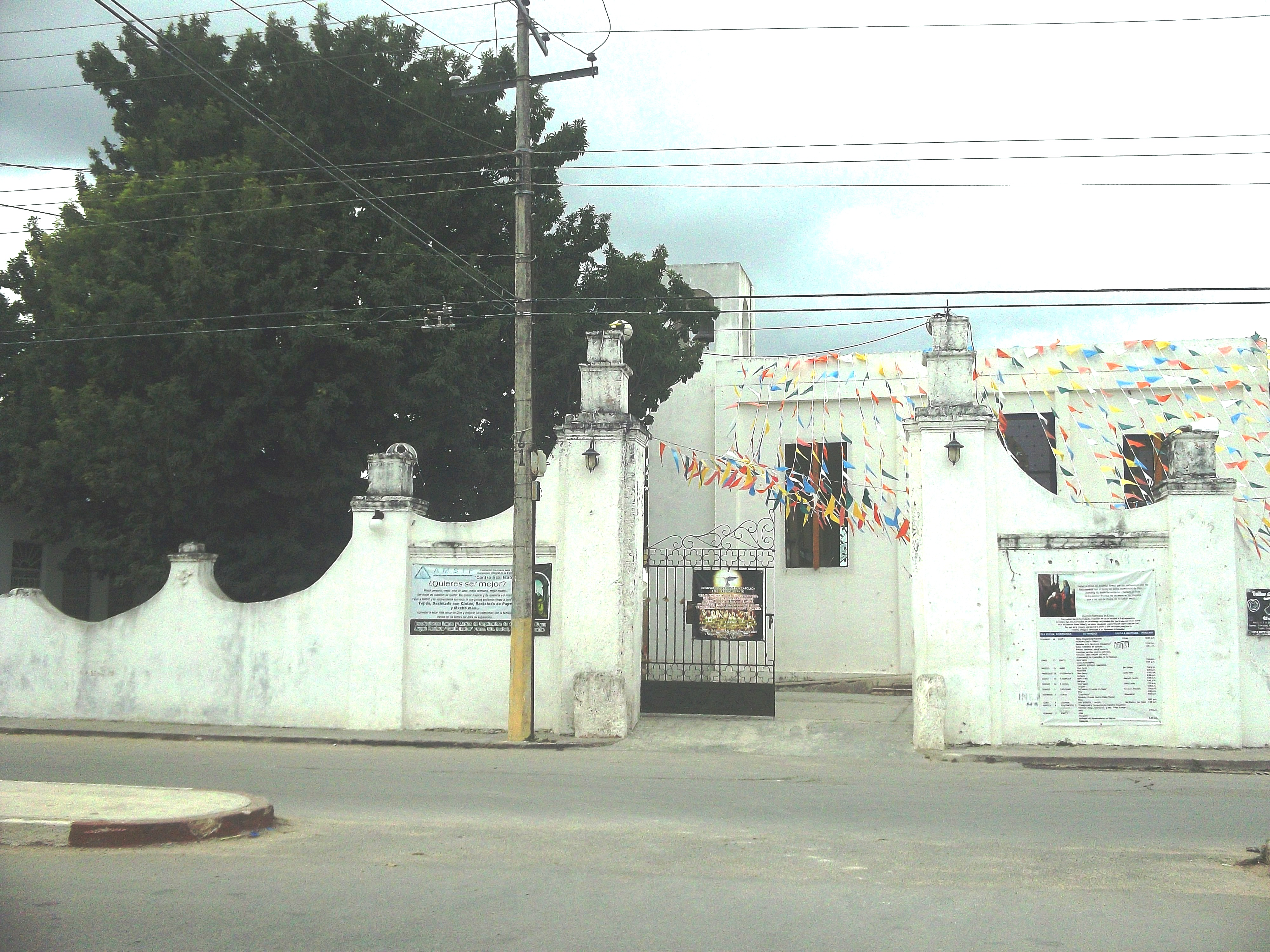
Iglesia.
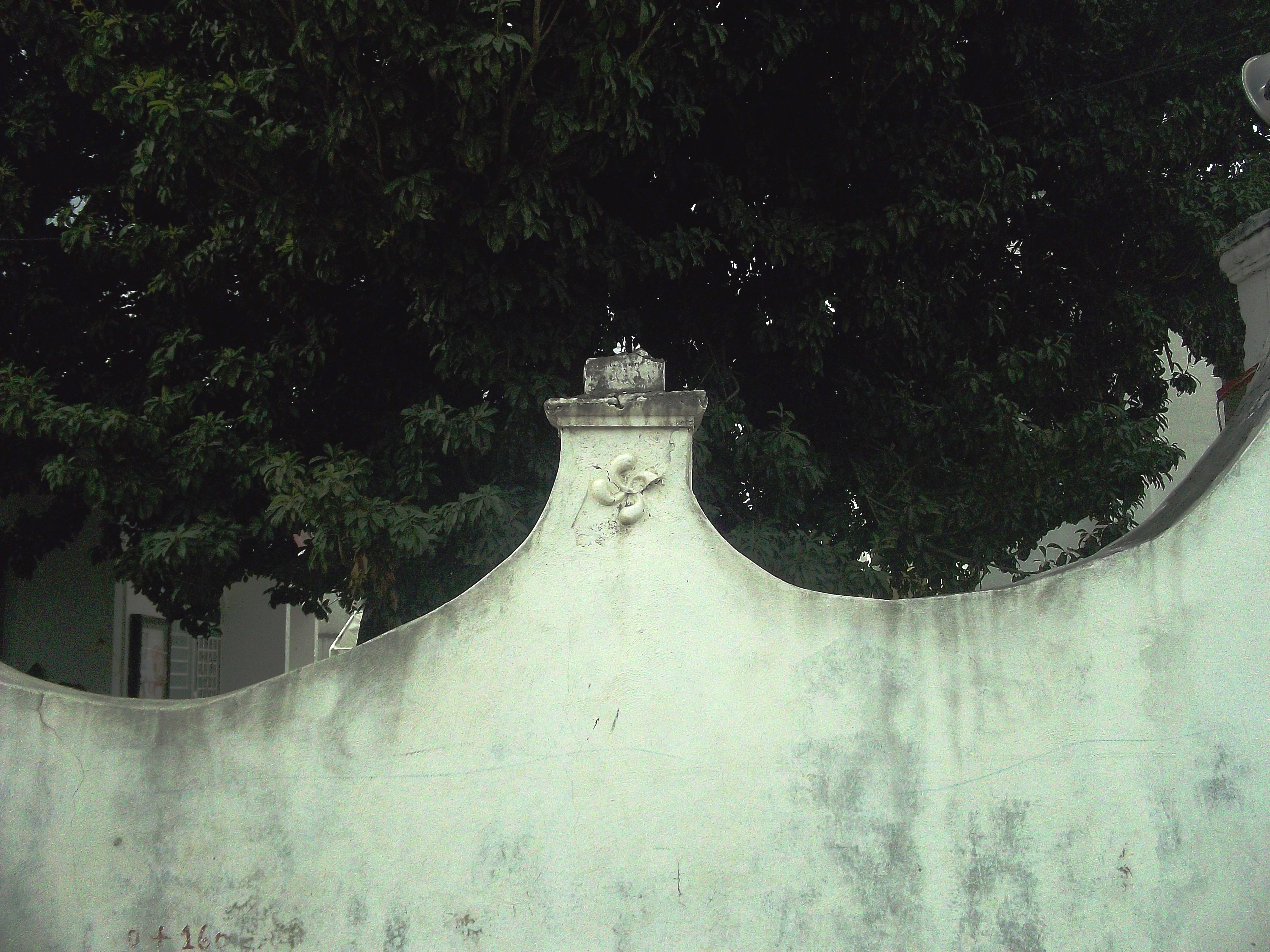
Lauburu.
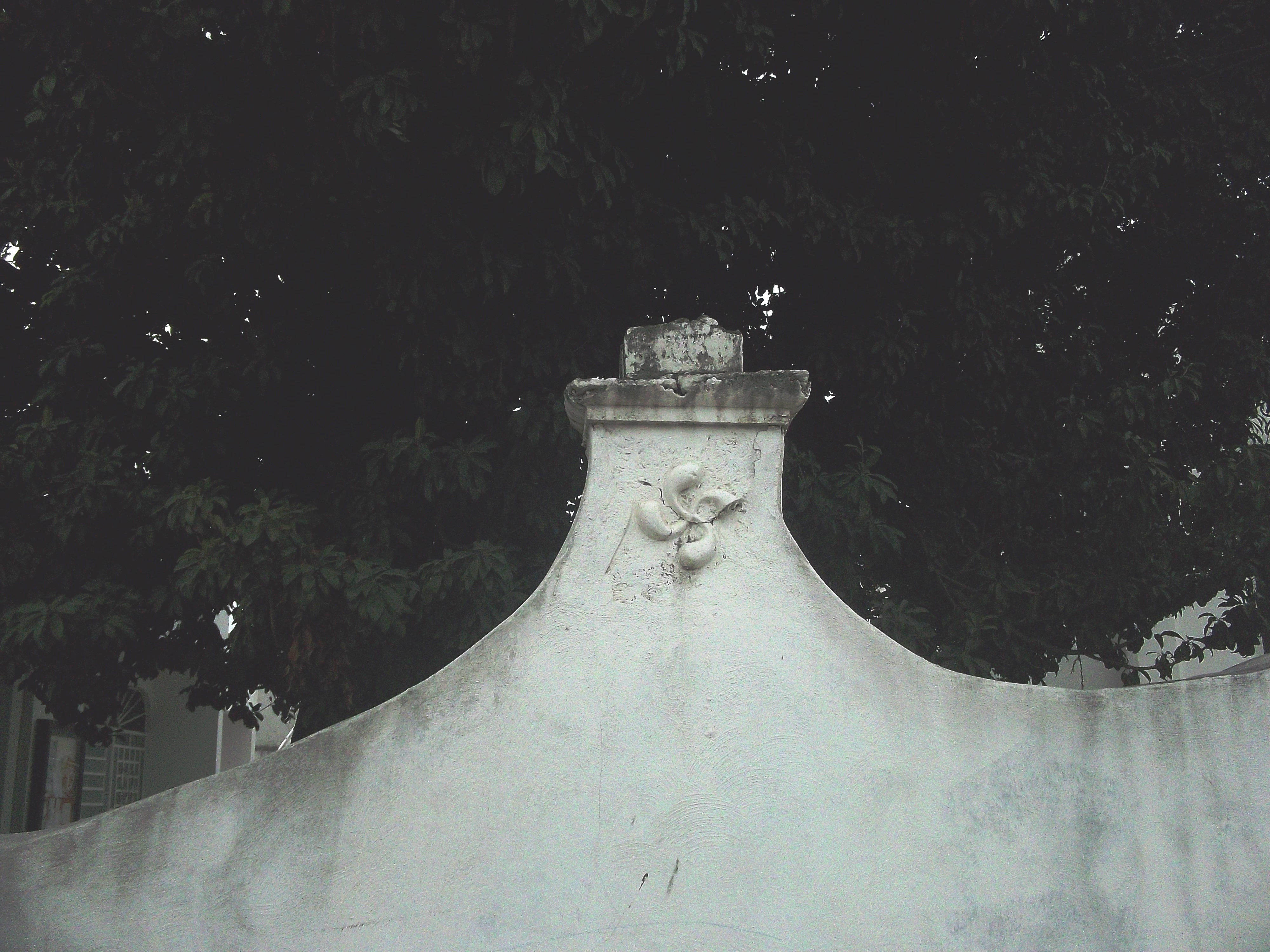
Lauburu.
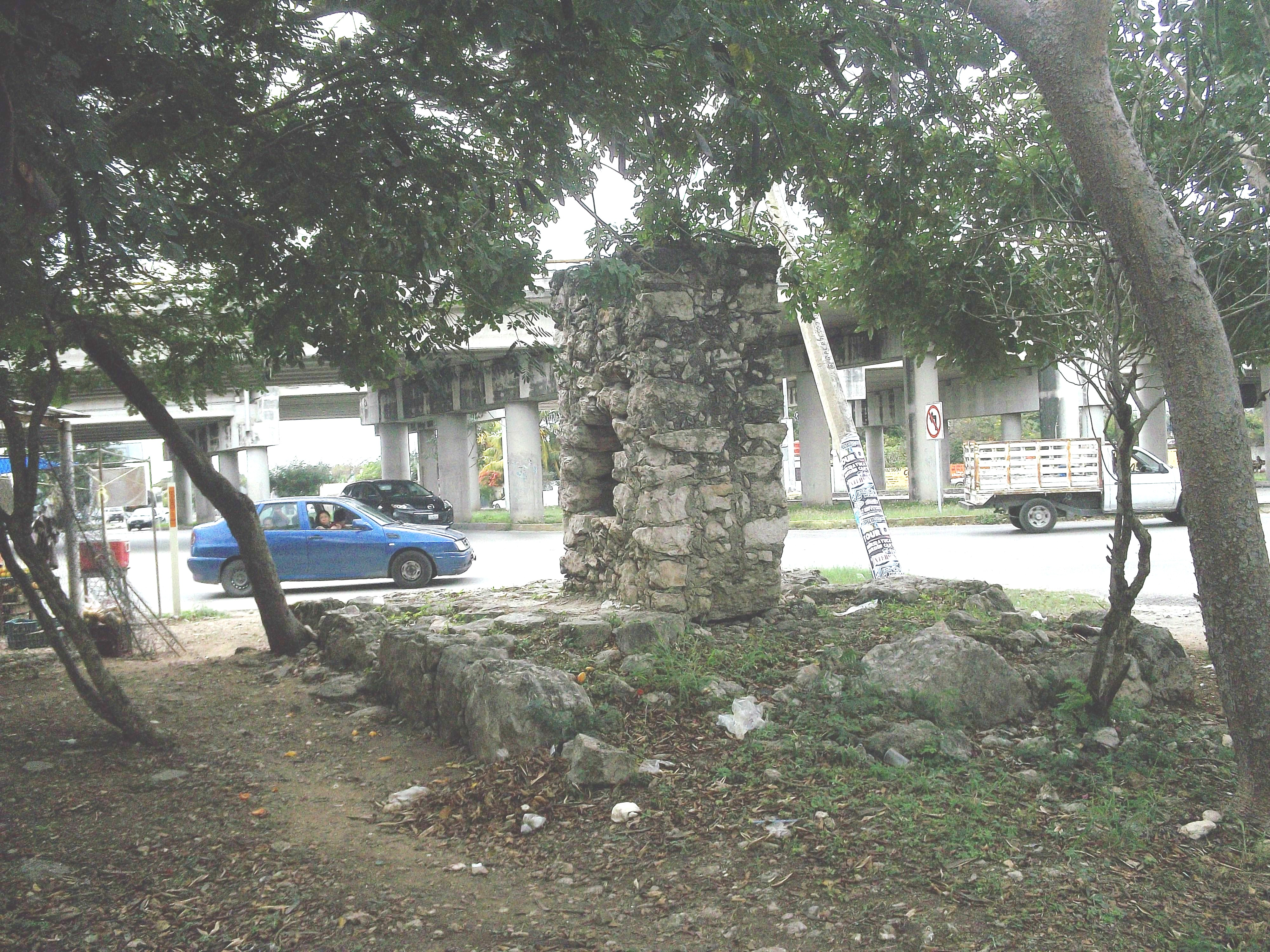
Pilar.